# 陳察
陳察（1471年—1553年），字元習，號虞山，南直隶蘇州府常熟縣（今江蘇省常熟縣）人，明朝政治人物，官至南贛巡撫。

## 生平
弘治十四年辛酉科應天府鄉試第七名舉人，十五年（1502年）壬戌科進士，授南昌府推官。正德初年，升任南京監察御史，隨即改北京監察御史。劉瑾被誅后，明武宗仍然寵信重臣，陳察曾與同官請求勤務講學，節制嗜欲等。因養親而歸鄉。家居九年方谒部補官。宸濠之亂時，上疏請求武宗下罪己詔，奪俸一年。不久巡按雲南等地，協助巡撫何孟春討定彌勒州。
世宗繼位，陳察彈劾太監劉玉、都督沐崧之罪，二人罷官。嘉靖初，巡按四川、京營，與給事中王科彈劾武定侯郭勛貪污。此後升爲南京太僕少卿，上疏辭去，而借此召前給事中劉世賢等二十餘人。世宗大怒，貶遠方雜職。給事中王俊民、鄭一鵬論救，皆被奪俸祿。補廣東海陽縣儒學教諭，升任廣信府推官。嘉靖八年（1529年），任浙江按察司僉事。嘉靖十年，升任浙江按察司副使。同年升山西按察使。歷任山東右布政使。嘉靖十二年（1533年），任浙江左布政使、光祿寺卿。同年，以僉都御史巡撫南贛。兩年後，乞求歸鄉，舉薦前都御史萬鏜、大理卿董天錫等十四人可用。世宗以其徇私妄舉，斥為民。
陳察居官廉潔，居家敝衣糲食而已。卒年八十三。《明史》有傳。

## 家族
曾祖父陳繼芳；祖父陳璇；父陳稷，母譚氏。慈侍下。

## 延伸阅读
[在维基数据编辑]
 《國朝獻徵錄·卷之六十三》，出自焦竑《國朝獻徵錄》
 《明史卷二百〇三》，出自《明史》